# Aporcelaimellus obscurus
Aporcelaimellus obscurus är en rundmaskart. Aporcelaimellus obscurus ingår i släktet Aporcelaimellus, och familjen Aporcelaimidae. Arten är reproducerande i Sverige.